# はかりめ丼
はかりめ丼（はかりめどん）は、千葉県富津市で販売されているご当地グルメ。特産のアナゴ煮物を使った丼物である。
「はかりめ」とは本来ははかりのことで、富津ではアナゴの別名にも使われている言葉である。細長くて側線孔の連なるアナゴの姿が、魚市場で使われている棹はかり（棒はかり）の細長くて目盛りがふられた形に似ていることからついた呼び名であると言われる。
はかりめ丼の作り方は、特産のアナゴを開いて煮穴子にし丼飯のうえに盛り付けた、いわゆる穴子丼である。2007年に富津市商工会サービス部が中心となって、富津産魚介類の広報のために企画した。約30の飲食店で提供されており、今では富津を代表するB級グルメと評価されている。
2022年に『生活ガイド.com』が発表した「『ご当地どんぶりランキング』トップ10」では4位となった。